# The Rape of Europa (film)
Pour les articles homonymes, voir  The Rape of Europa.
Pour plus de détails, voir Fiche technique et Distribution.
The Rape of Europa est un film documentaire américain écrit et réalisé par Richard Berge, Bonni Cohen, Nicole Newnham et sorti en 2006. 
Le scénario est inspiré du livre The Rape of Europa (1995) de l'Américaine Lynn H. Nicholas qui traite de la plus grande conspiration de vol d'art de l'histoire du fait des nazis avant et pendant la Seconde Guerre mondiale.

## Synopsis
Le film commence et se termine par l'histoire du célèbre portrait commandé à Gustav Klimt par Adele Bloch-Bauer, membre d'une importante famille juive viennoise. Volé en 1938 par les nazis, il ne sera restitué qu'en 2006.

## Fiche technique
- Titre original : The Rape of Europa
- Réalisation : Richard Berge, Bonni Cohen, Nicole Newnham
- Scénario : Richard Berge, Bonni Cohen, Nicole Newnham, Jon Else (scénariste supplémentaire), d'après un essai de Lynn H. Nicholas
- Photographie : Jon Shenk
- Montage : Josh Peterson
- Musique : Marco D'Ambrosio
- Pays de production : États-Unis
- Langue originale : anglais
- Format : couleur
- Genre : documentaire
- Durée : 117 minutes
- Dates de sortie :  
  - États-Unis : 12 novembre 2006 (Boston Jewish Film Festival)

## Distribution
- Joan Allen : narratrice (voix)

### Intervenants
- E. Randol Schoenberg
- Maria Altmann
- Wolfgang Fischer
- Jonathan Petropoulos (en)
- Kenneth Lindsay
- Lynn Nicholas
- Nancy Yeide
- Gottfried Toman
- S. Laine Faison
- Andrej Kamienski
- Maria Osterwa Czekaj
- Monika Kuhnke
- comte Adam Zamoyski
- Vincent Pomarède
- Alain Pasquier
- Frédérique Hébrard
- Claude Delibes
- Isabelle le Masne de Chermont
- David Carroll
- Annette Wieviorka
- Hilda Läpple
- Mikhaïl Piotrovski
- Evgeny Ukhnalev
- Young Oak Kim
- Mario Forlino
- Ersilia Gradini
- Charles Parkhurst (en)
- Bernard Taper
- William Keller
- Enrico Nelli Feruci
- Clara Baracchini
- Giampiero Lucchesi
- Nikolay Gubenko
- Harry Wttlinger
- Leonard Malamut
- Craig Hugh Smyth (en)
- Rolf Rossmeisl
- Mikhail Shvydkoy

### Images d'archives
- Dwight D. Eisenhower
- Hermann Göring
- Adolf Hitler
- Franklin D. Roosevelt
- Albert Speer